# Nuisement-sur-Coole
Nuisement-sur-Coole è un comune francese di 338 abitanti situato nel dipartimento della Marna nella regione del Grand Est.

## Società

### Evoluzione demografica

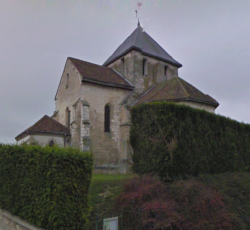
Église di Nuisement-sur-Coole.

Abitanti censiti

## L'urbanistica
Nuisement-sur-Coole è un comune rurale in quanto fa parte dei comuni poco o molto poco densi, secondo la griglia comunale di densità dell'Insee.
Inoltre, il comune fa parte dell'area di attrazione di Châlons-en-Champagne, di cui è un comune della corona. Quest'area, che raggruppa 97 comuni, è classificata tra le aree da 50.000 a meno di 200.000 abitanti.